# Anourosorex yamashinai
Anourosorex yamashinai е вид бозайник от семейство Земеровкови (Soricidae).

## Разпространение
Видът е разпространен в Провинции в КНР и Тайван.